# Ohio nordorientale
L'Ohio nordorientale è una regione geografica e culturale che comprende le contee nordorientali dello Stato degli USA dell'Ohio. Le definizioni della regione consistono in 16-23 contee tra la sponda meridionale del lago Erie e le pendici dei monti Appalachi, che ospitano oltre 4,5 milioni di persone. È ancorata all'area metropolitana di Cleveland, la città più popolosa della regione con oltre 372.000 residenti nel 2020. Altri centri metropolitani includono Akron, Canton, Mansfield, Sandusky e Youngstown. L'Ohio nordorientale comprende la maggior parte dell'area nota storicamente come Connecticut Western Reserve.